# 벨리즈의 재외공관 목록

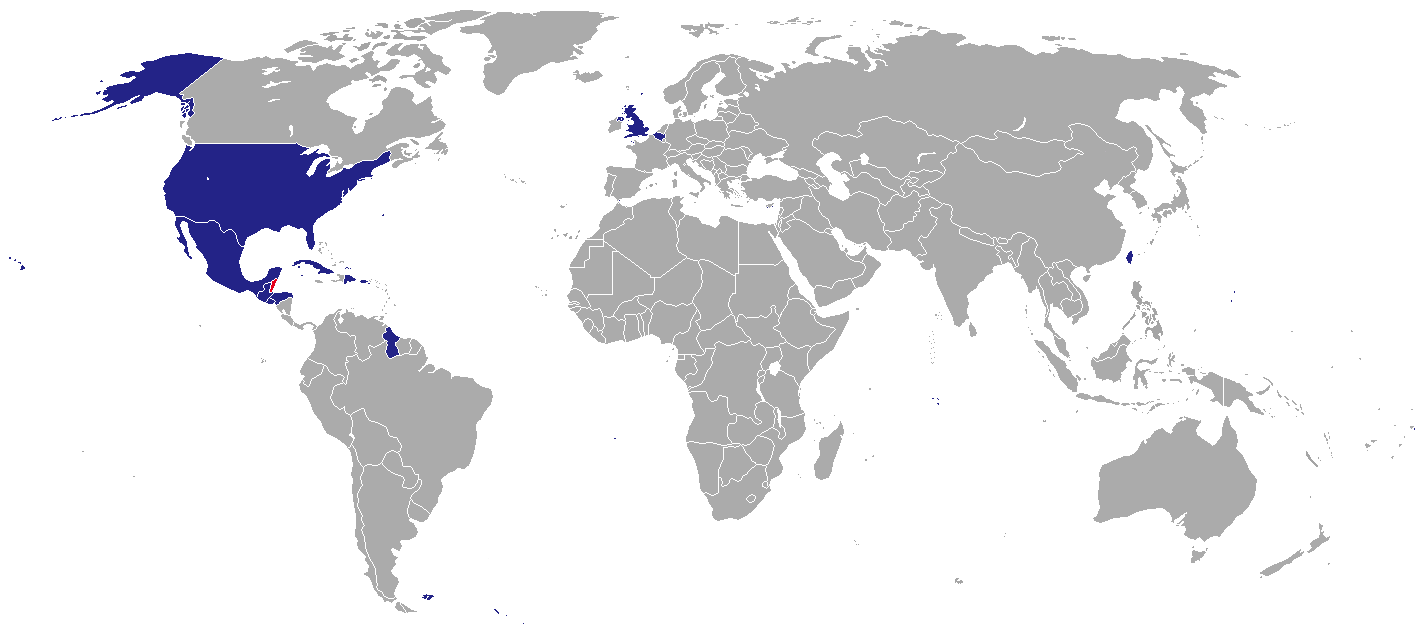
벨리즈의 재외공관들

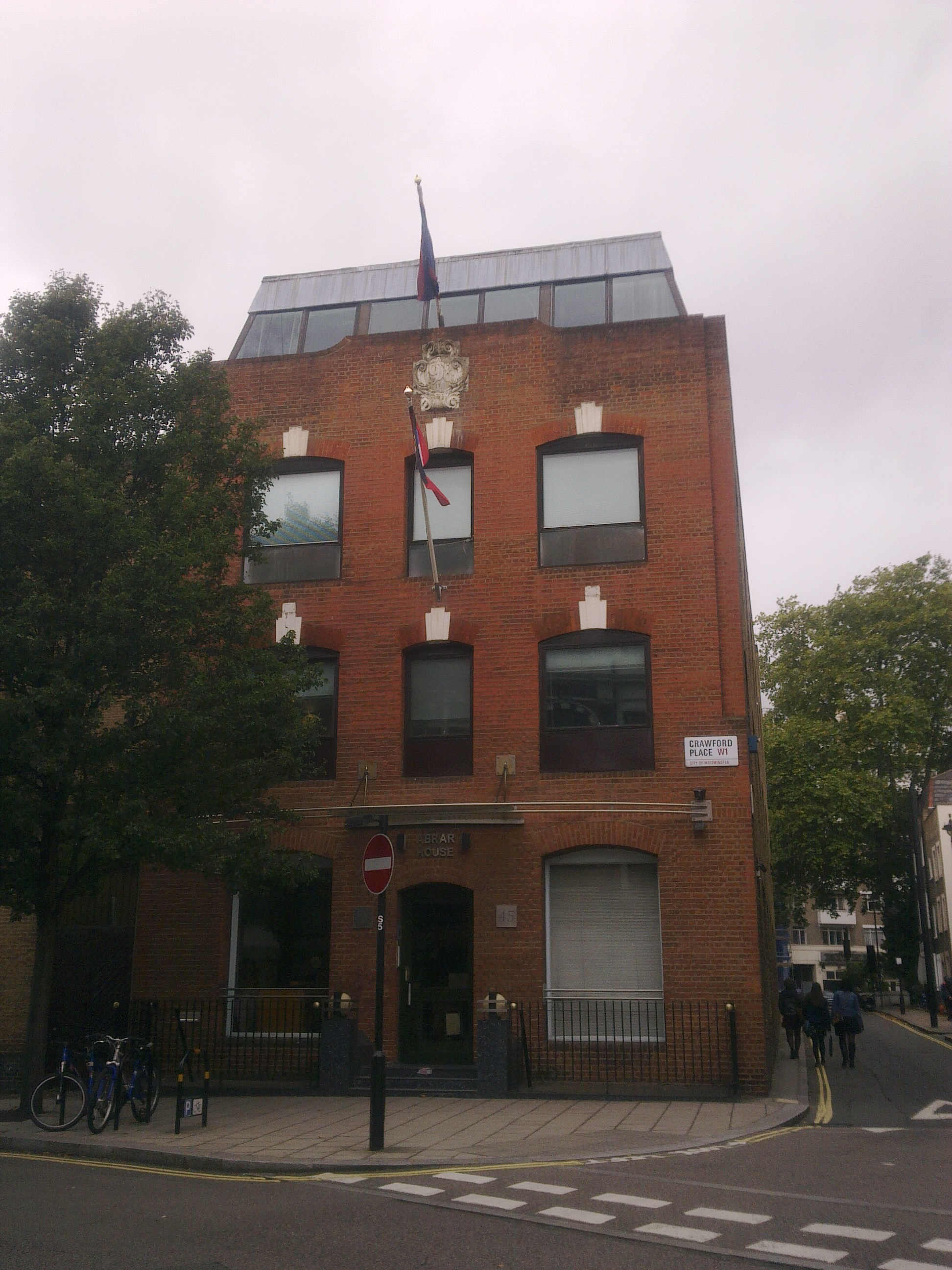
런던 주재 벨리즈 고등판무관 사무소

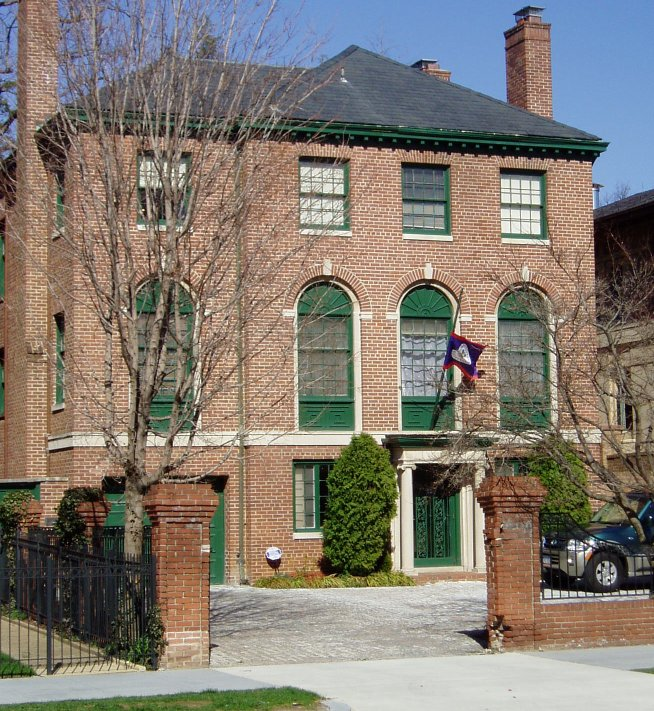
워싱턴 D.C. 주재 벨리즈 대사관

벨리즈의 재외공관 목록은 벨리즈 주재 대사관과 고등판무관 사무소를 각국에 상주시켜 놓는 것을 의미하며, 벨리즈의 재외공관을 나열한 목록이다.

## 아메리카
- 쿠바 : 아바나 (대사관)
- 도미니카 공화국 : 산토도밍고 (대사관)
- 엘살바도르 : 산살바도르 (대사관)
- 과테말라 : 과테말라 (대사관)
- 온두라스 : 테구시갈파 (대사관)
- 멕시코 : 멕시코시티 (대사관)
- 미국 : 워싱턴 D.C. (대사관), 로스앤젤레스 (총영사관)

## 아시아
- 일본 : 도쿄도 (대사관)
- 중화민국 : 타이베이시 (대사관)
- 아랍에미리트 : 아부다비 (대사관)

## 유럽
- 오스트리아 : 빈 (대사관)
- 벨기에 : 브뤼셀 (대사관)
- 이탈리아 : 로마 (대사관)
- 영국 : 런던 (고등판무관 사무소)

## 대표부
- UN 벨리즈 정부 대표부 : 뉴욕
- EU 벨리즈 정부 대표부 : 브뤼셀
- UNESCO 벨리즈 정부 대표부 : 파리
- UNIDO 벨리즈 정부 대표부 : 빈
- 미주 기구 벨리즈 정부 대표부 : 워싱턴 D.C.